# توم هاك
توم هاك (بالإنجليزية: Tom Huck)‏ هو فنان أمريكي، ولد في 1971.